# Levante Unión Deportiva
O Levante Unión Deportiva (em catalão:  Llevant Unió Esportiva) é um clube de futebol espanhol da cidade de Valência. Atualmente a equipe participa da La Liga.

## História
Fundado em 1909 como Levante Fútbol Club, graças a uma praia de Valência que possuía este nome, o clube é pioneiro na introdução do futebol profissional na cidade. Tem como rival o Valencia, com quem disputa o chamado Derby de Valência.
O Levante realiza suas partidas como mandante no Estadi Ciutat de València, com capacidade para 25 534 torcedores. Suas cores são azul e grená.
Na La Liga de 2015–16, o Levante foi rebaixado à Liga Adelante, mas na temporada seguinte, o clube foi campeão da segundona e voltou à primeira divisão.

## Títulos
| NACIONAIS  | NACIONAIS                        | NACIONAIS | NACIONAIS                                                      |
| Troféus    | Competição                       | Títulos   | Temporadas                                                     |
|            | Copa do Rei                      | 1         | 1937                                                           |
| semmdolura | Campeonato Espanhol - 2ª Divisão | 3         | 2003–04, 2016–17 e 2024-25                                     |
| semmdolura | Campeonato Espanhol - 3ª Divisão | 5         | 1978–79, 1988–89, 1994–95, 1995–96 e 1998–99                   |
| semmdolura | Campeonato Espanhol - 4ª Divisão | 7         | 1931–32, 1943–44, 1945–46, 1953–54, 1955–56, 1972–73 e 1975–76 |
| REGIONAIS  | REGIONAIS                        | REGIONAIS | REGIONAIS                                                      |
| Troféus    | Competição                       | Títulos   | Temporadas                                                     |
|            | Campeonato Regional de Levante   | 1         | 1934–35                                                        |
|            | Campeonato Regional de Valencia  | 1         | 1927–28                                                        |
| TOTAL      | TOTAL                            | TOTAL     | TOTAL                                                          |
| Troféus    | Conquistas                       | Títulos   | Categorias                                                     |
|            | Títulos oficiais                 | 18        | 16 nacionais e 2 regionais                                     |
| ---------- | -------------------------------- | --------- | -------------------------------------------------------------- |

## Elenco
Atualizado em 16 de Agosto de 2025
Legenda
- : Capitão